# Lago di Annone
Il lago di Annone (in brianzolo Lagh de Anon) è un lago situato in provincia di Lecco, in Lombardia.
Si trova nella parte settentrionale della Brianza, all'imbocco della valle Magrera ad ovest della città di Lecco.

## Descrizione
Le due penisole di Isella e di Annone lo dividono in due parti (bacini), collegate da uno stretto canale largo appena pochi metri. Sul lago di Annone si affacciano i comuni di Annone di Brianza, Suello, Civate, Galbiate e Oggiono.
Gli immissari del bacino est sono i seguenti torrenti:
- Cologna;
- Bondì;
- Rossa;
- Laghetto;
- Bomboldo;
- Bosisolo;
- Sabina;
- Afflusso da bacino ovest

Gli immissari del bacino ovest sono i seguenti:
- Torrente Pescone;
- Torrente Calchirola;
- Fontana Pramaggiore;
- Fontana di Borima

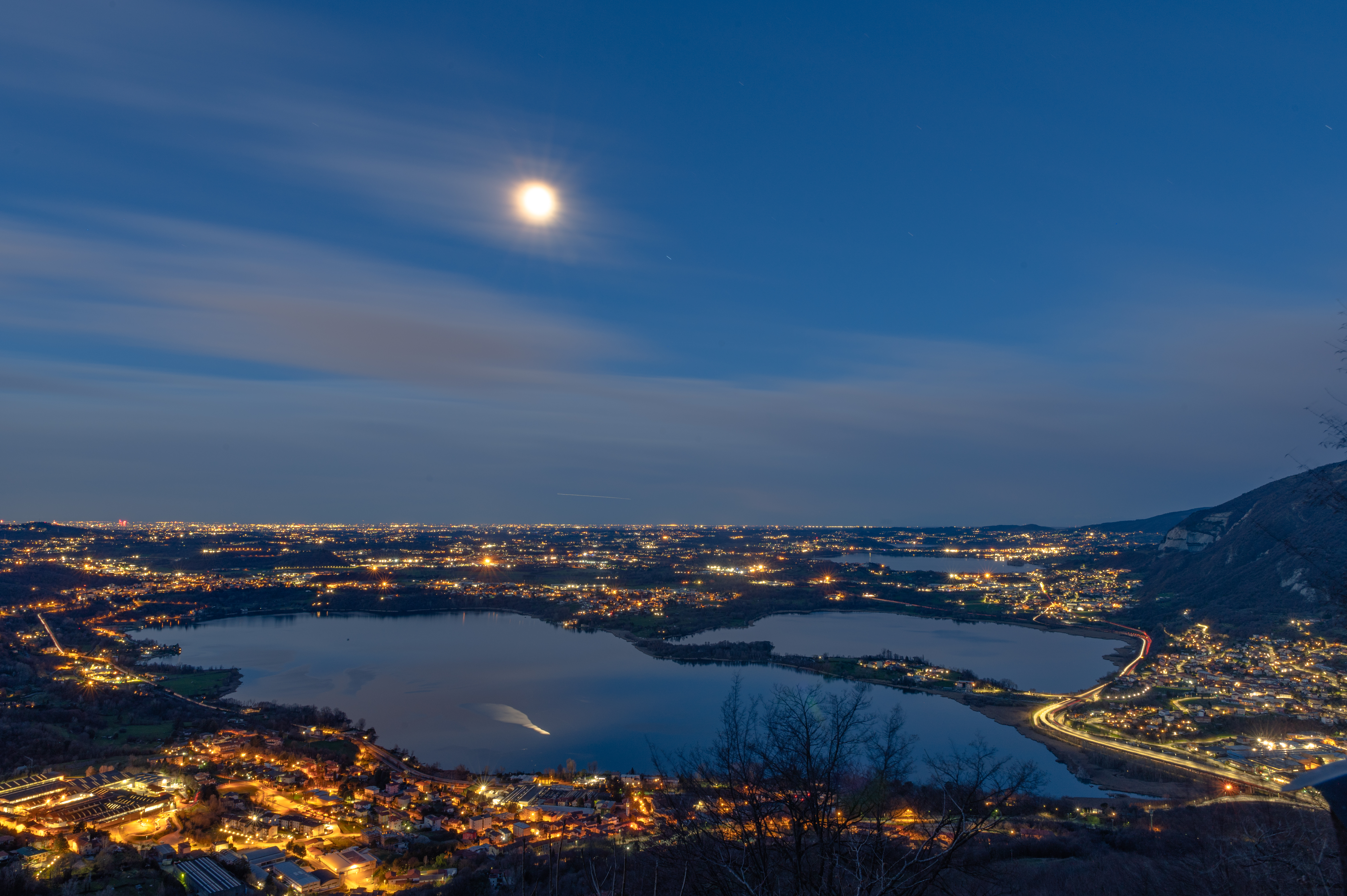
Vista notturna sul lago di Annone

Il lago ha come unico emissario il rio Torto, che tributa all'Adda e, conseguentemente, appartiene al bacino idrografico del Po.